# Gymnopilus austropicreus
Gymnopilus austropicreus là một loài nấm thuộc họ Cortinariaceae.